# Institut Agricole Régional

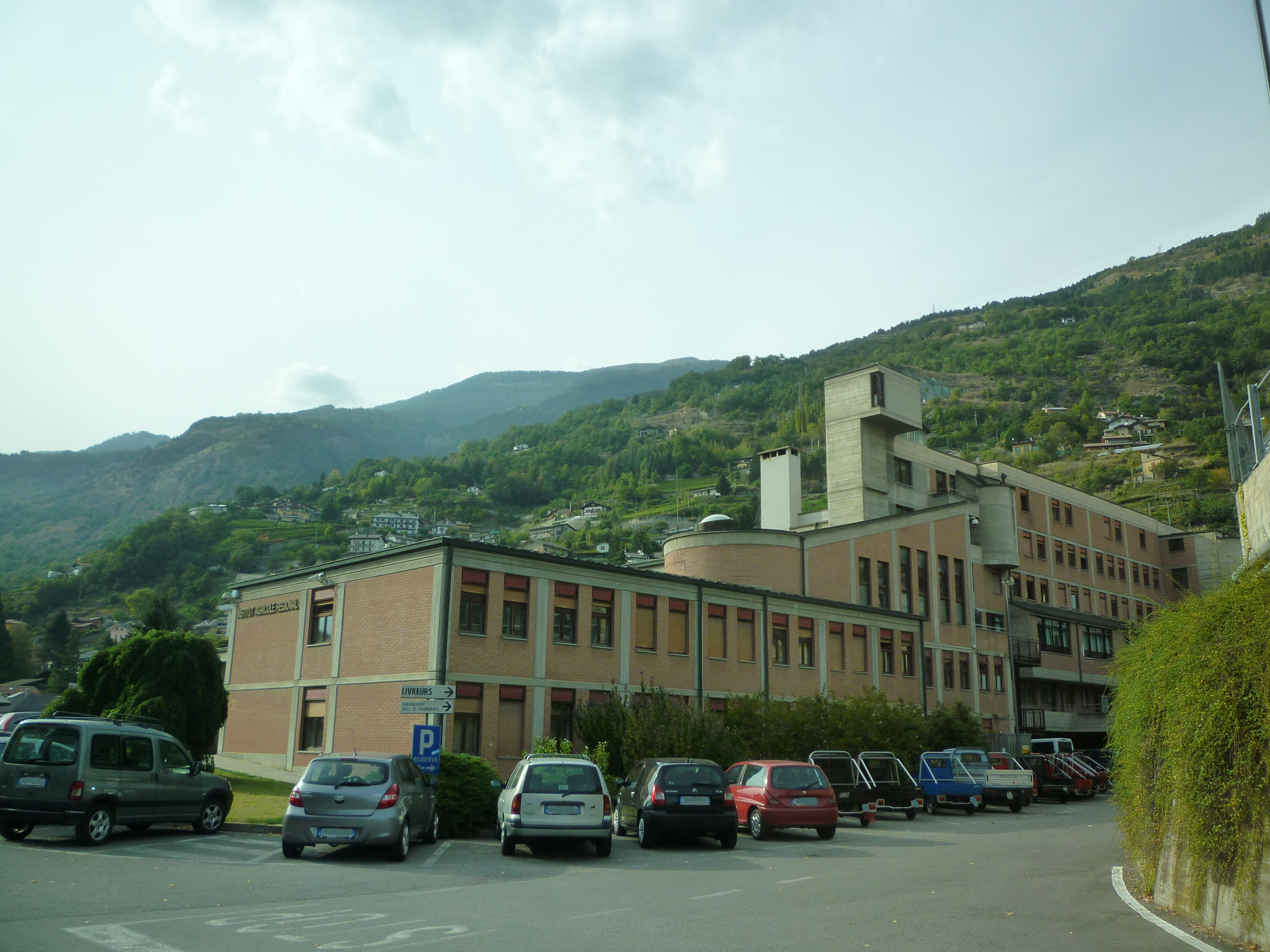
L'Institut Agricole Régional.

L'Institut Agricole Régional (abbr. IAR - pron. fr. AFI: [ɛ̃stity aɡʁikɔl ʁeʒjɔna]) è un istituto tecnico professionale agrario e un centro di ricerca e sperimentazione situato ad Aosta.

## Storia
L'amministrazione regionale valdostana nel 1951 affida alla Casa Ospitaliera del Gran San Bernardo l'incarico di fondare e gestire l'École pratique d'agriculture.
Viene attivato un corso di studi inizialmente strutturato in tre semestri, poi biennale e infine triennale a partire dall'anno scolastico 1960/1961, al fine di fornire conoscenze teoriche e competenze pratiche ai giovani aspiranti agricoltori.
A partire dall'anno scolastico 1978/1979, il piano di studi diviene nuovamente biennale, con modificazioni tali da consentire la presentazione degli studenti presso delle scuole statali di agricoltura al fine di conseguire un diploma di qualifica legalmente riconosciuto in qualità di privatisti, nell'ottica del proseguimento fino all'Esame di maturità.
L'attività di ricerca svolta dall'École pratique d'agriculture ha inizio nello stesso periodo, nei settori agronomico, economico, frutticolo, vitivinicolo e zootecnico.
La legge regionale n. 12 del 1º giugno 1982, fa confluire l'École pratique d'agriculture nell'Institut Agricole Régional. Nell'anno scolastico 1993/1994 è attivato il corso di studi quinquennale previsto per gli Istituti Professionali Statali. L'iter per il riconoscimento legale si conclude nel 1997, anno a partire dal quale gli alunni conseguono in sede il diploma di Agrotecnico.

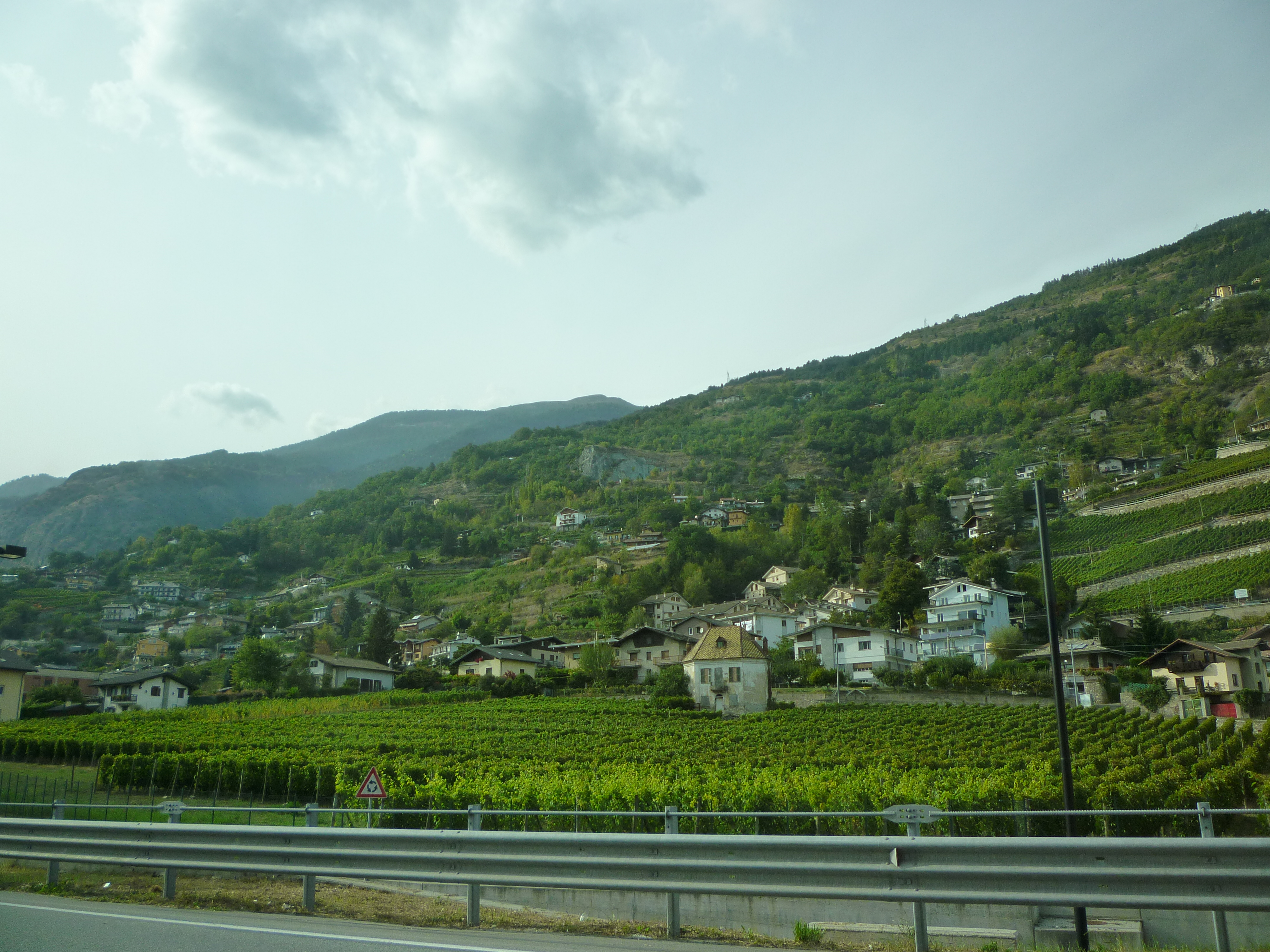
I vigneti a La Rochère.

A partire dall'anno scolastico 2001/2002, all'Institut Agricole Régional è riconosciuto lo status di scuola paritaria.

## Formazione
- la preparazione degli agricoltori al riorientamento qualitativo della produzione, all'applicazione di metodi di produzione compatibili con la conservazione e il miglioramento del paesaggio, con la tutela dell'ambiente, con l'igiene e con il benessere degli animali, nonché a impartire loro la formazione necessaria per gestire un'azienda agricola economicamente redditizia;
- la preparazione degli imprenditori forestali e le altre persone coinvolte in attività forestali all'applicazione di pratiche di gestione forestale allo scopo di migliorare le funzioni economiche, ecologiche o sociali delle foreste.

## Attività

### Settori di produzione
- Viticoltura.

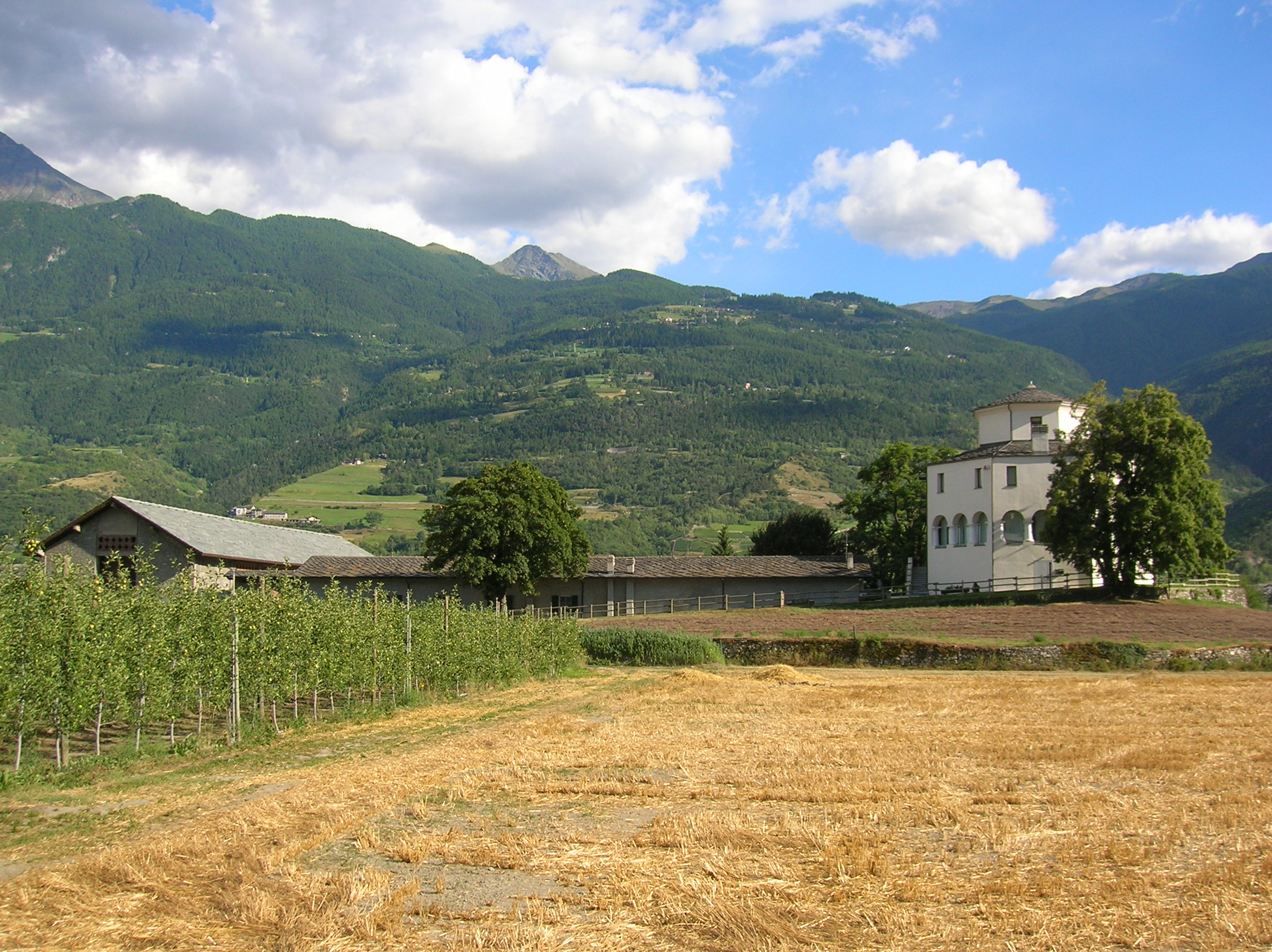
La ferme de Montfleury nel 2012.

1. Zone di produzione - L'attuale superficie vitata di 7,3 ha è frammentata in quattro località situate nel circondario di Aosta: Cossan, Montcenis, La Rochère e Ampaillant[2].

La dislocazione del “vigneto IAR” consente di posizionare i diversi vitigni nelle ottimali condizioni di esposizione, altitudine e pendenza, favorendo la migliore interazione varietà-terroir.
L'elevata qualità delle produzioni è favorita inoltre dal clima, di tipo endoalpino, caratterizzato da temperature invernali rigide (media 0-3 °C) ed estive poco elevate (media 19-21 °C) con una buona escursione termica tra il giorno e la notte. Tali caratteristiche unite a limpidezza del cielo, scarsa nuvolosità, ridotte precipitazioni e bassa umidità relativa, minimizzano le avversità bioclimatiche e favoriscono la coltivazione della vite.
Oltre alle varietà destinate alla produzione ve ne sono numerose altre coltivate a scopo sperimentale, come ad esempio i vitigni di recente introduzione, per una loro possibile “adozione” in Valle d'Aosta, o i vitigni di antica coltivazione, identificati e recuperati in vigneti storici valdostani per una loro conservazione e valorizzazione. I vigneti, inoltre, si prestano alla realizzazione di molteplici attività di ricerca quali la comparazione di tecniche colturali viticole e lo studio dell'interazione del vitigno con i diversi fattori pedoclimatici, per trovare soluzioni alle problematiche che impone la viticoltura di montagna.
1. La cantina Joseph Vaudan - La cantina attualmente in uso entra in funzione con la vendemmia 2005 in sostituzione alla precedente struttura "cave expérimentale" voluta nel 1969 dal Canonico J. Vaudan a scopo didattico, formativo e di orientamento vitivinicolo per incoraggiare alla produzione di vini di qualità , tipici e genuini.

Le stesse finalità sono oggi perseguibili grazie alla realizzazione della nuova cantina dotata di moderne attrezzature e tecnologie che consentono una gestione ed un controllo ottimale dei processi di trasformazione delle uve per le diverse varietà e vinificazioni. All'interno della stessa struttura sono presenti locali attrezzati per la trasformazione di piccoli quantitativi di uve che consentono l'attuazione di numerose prove sperimentali (micro-vinificazioni).
L'attività sperimentale si avvale quindi di strumenti che permettono uno studio approfondito delle differenti tematiche viti-vinicole ed una analisi di fattibilità delle nuove conoscenze riguardo agli aspetti produttivi e commerciali.
1. I vini-I vini bianchi- La linea comprende vini bianchi a denominazione Valle d'Aosta D.O.C. di origine prevalentemente monovarietale. La forza e la personalità dei vini, espressione della interazione vitigno - terroir, sono frutto di pratiche colturali adeguate e di una vinificazione attenta e rispettosa.

- Zootecnia
- Frutticoltura
- Agronomia

### Settori di ricerca
- Agronomia
- Economia agraria
- Frutticoltura
- Viticoltura ed enologia
- Zootecnia e settore lattiero-caseario